# Checho Gonzales
Checho Gonzales (La Paz) é um chef boliviano radicado no Brasil. É conhecido por ter sido um dos criadores do evento "O Mercado", considerado uma das primeiras feiras gastronômicas da cidade de São Paulo e que contribuiu para a popularização dos food trucks. Foi proprietário de vários restaurantes, tanto no Rio quanto em São Paulo, conduzindo atualmente o Mezcla, no bairro paulistano da Barra Funda. Foi premiado em 2001 como chefe revelação pela Revista Gula.

## Biografia
Nascido em La Paz, vive desde criança no Brasil, tendo chegado ao país em 1973. Sua família se estabeleceu primeiro no Rio de Janeiro, e depois se mudou para São Paulo. A necessidade que sua mãe teve de adaptar a culinária andina aos ingredientes locais se tornou uma das inspirações para seu trabalho. Em São Paulo trabalhou como garçom até 1991, quando foi para a Espanha. Começou a cozinhar profissionalmente depois de voltar de Barcelona, adquirindo, depois de um tempo, uma parte na sociedade do bar de uns amigos. Após um período em que dirigiu as casas noturnas Jungle e Brancaleone, na Vila Madalena, das quais era sócio, trabalhou com Kyomi Watanabe, um dos primeiros sushiman da cidade, e Alex Atala (tendo sido parte da primeira equipe do D.O.M.), quem o aconselhou a se focar nas suas origens, valorizando a culinária latina.
No começo dos anos 2000 foi convidado a chefiar o restaurante Zazá Bistrô, no Rio Lá foi premiado, em duas ocasiões: pela Revista Gula, em 2001, e pela crítica Danusia Bárbara, em 2002. Passou por outras casas, como Togu, 00, Dona B. e Pecado, antes de voltar a São Paulo. Na capital paulista abriu, em 2009 e com sócios, o restaurante Ají. A falência do negócio e divergências nas propostas o levaram a ser um dos idealizadores da feira gastronômica "O Mercado", que buscava oferecer comida de qualidade a preços acessíveis. A primeira edição aconteceu em 2012 e ao longo dos anos contou com a participação de outros chefs renomados, como Henrique Fogaça, Janaína Rueda e Helena Rizzo. Em 2017 atuou como curador do projeto Mistura, realizado na área externa do Museu da Imagem e do Som (MIS).
De 2014 a julho de 2023 chefiou o Comedoria Gonzales, restaurante latino especializado em ceviche que funcionava em um espaço do Mercado Municipal de Pinheiros e ajudou a revitalizar o lugar, atraindo outros chefs. Em 2019 abriu o Mezcla, também de culinária latinoamericana.